# Los intereses creados
Los intereses creados es una obra teatral de Jacinto Benavente, estrenada el 9 de diciembre de 1907 en el Teatro Lara de Madrid. Junto con La Malquerida, es su obra más recordada. Con esta obtuvo el reconocimiento en su época por parte de la Real Academia, y también por parte de la clase intelectual y el público. Atendiendo a que extrae prototipos para los personajes de la Comedia del arte italiana, la crítica la ha encuadrado en ella.

## Argumento

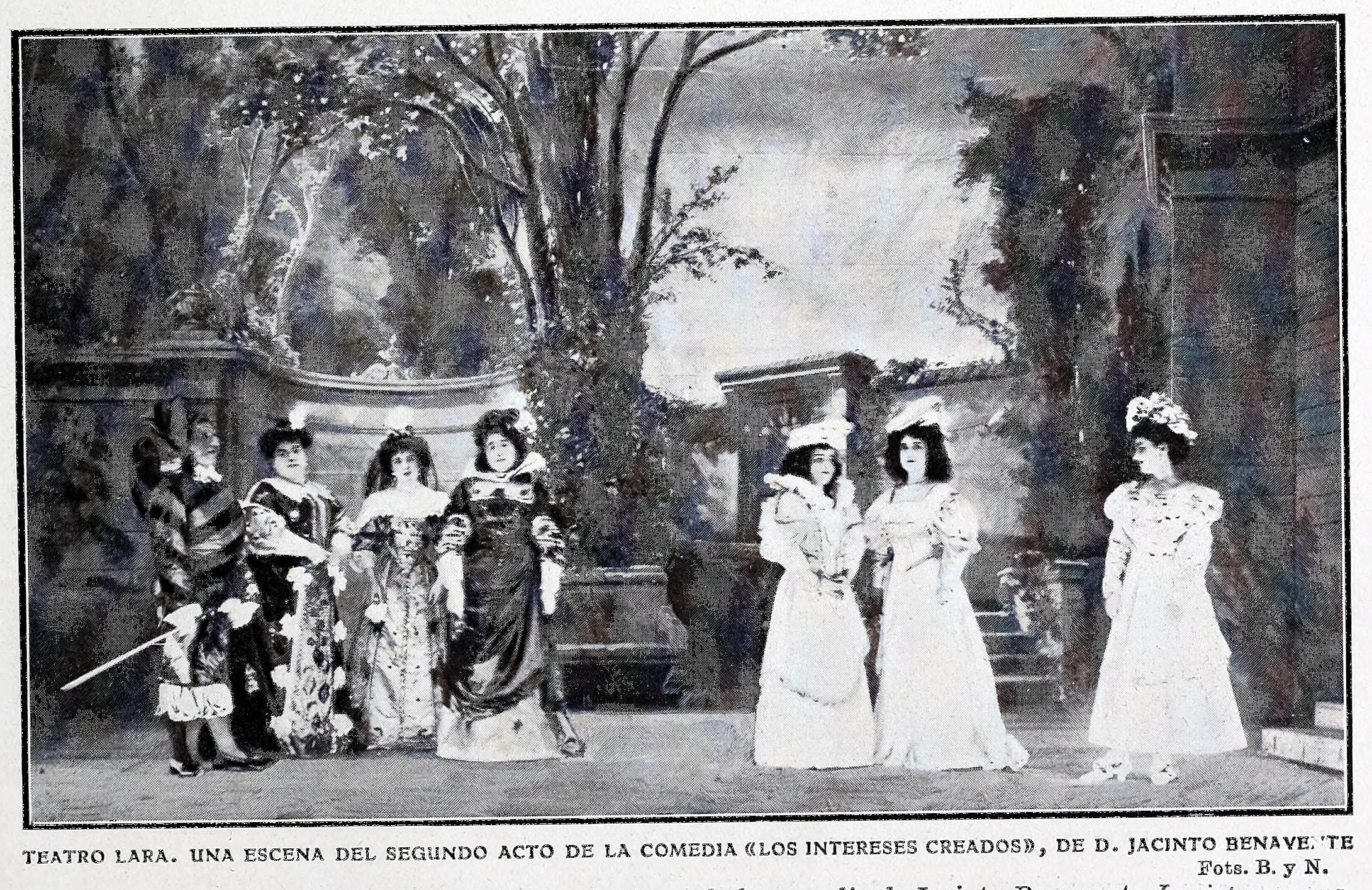
Escena del segundo acto en el Teatro Lara (diciembre de 1907)

Podría entenderse la obra recogiendo una afirmación de Crispín: Mejor que crear afectos es crear intereses (acto II escena IX). Esta afirmación se desarrolla mediante un sencillo esquema argumental: A principios del siglo XVII Leandro y Crispín, dos pícaros impenitentes, llegan a una ciudad italiana donde Crispín mediante su labia logra hacer creer que Leandro es hombre adinerado, generoso y culto. Con esta imagen Leandro deberá enamorar a la hija del rico Polichinela para conseguir riquezas. El problema surge cuando el amor se hace real entre ambos jóvenes. Polichinela descubre el engaño que pretende arrebatarle sus riquezas pero no puede librarse del mismo puesto que la boda será un negocio para todos ya que permitirá a Leandro saldar sus deudas con los que creyeron en sus mentiras. Esos mismos crédulos logran convencer al rico Polichinela para que acepte el casamiento. Sin embargo la crítica a los supuestos morales de la sociedad burguesa se suaviza pues Polichinela no es víctima inocente sino que merece castigo por sus desmanes pasados.

## Personajes
No sólo Polichinela está ligado a la tradición teatral de la comedia del arte. También lo está Leandro, figura del galán, o Crispín que actúa al modo arlequinesco. El único personaje complejo y digno de ser objeto de un estudio detallado es Crispín, los demás, en  todas palabras de Lázaro Carreter, son «pretextos esquemáticos al servicio del protagonista». Además, está la Madre de la protagonista, María de Fuentes quien es de gran ayuda en el desarrollo de Polichinela, animándola en los momentos duros y decisivos.

## Fuente
Además del claro anclaje ya señalado de la obra con la tradición teatral. En 1967 Dámaso Alonso indicó el hallazgo de una fuente clara e innegable, algo que muchos habían intentado buscar sin éxito. Esa fuente es El caballero de Illescas (ca. 1602), de Lope de Vega. En esa obra, el protagonista, Juan Tomás, de vida disoluta, se hace pasar en Nápoles por gran señor, enamora a la hija de un noble y huye con ella. Tras varias peripecias la joven le reafirma su amor y el padre acaba por acceder al casamiento. El parecido entre ambas tramas es evidente pero Jacinto Benavente reelabora los elementos de la obra. Uno de los cambios más evidentes es el desdoblamiento de Juan Tomás en Leandro y Crispín.

## Representaciones destacadas
- Teatro (1907). Intérpretes: María Guerrero, Fernando Díaz de Mendoza, Emilio Thuillier, Emilio Mesejo, Ricardo Puga. Madrid (Teatro Lara).
- Teatro (1911). Intérpretes: Enrique Borrás, Rafaela Abadía, Manrique Gil, José López Alonso, Celia Ortiz.
- Teatro (1922). Intérpretes: Lola Membrives.
- Teatro (1956). Intérpretes: Manuel Dicenta, María Dolores Pradera, Andrés Mejuto, Milagros Leal, Alfonso Muñoz, José Sancho Sterling, Társila Criado, Félix Navarro.
- Teatro (1960). Intérpretes: Luis Prendes, Irene López Heredia, Berta Riaza, María Teresa Padilla, Manuel Díaz González.
- Teatro (1967). Sevilla. Dirección, Manuel Ruíz Lagos. Intérprete, Juan Furest, entre otros.￼
- Teatro (1978). Intérpretes: José María Rodero, Elvira Quintillá, José Antonio Ferrer.
- Teatro (1980). Intérpretes: Francisco Piquer, José Antonio Suances, José Cela, María Álvarez, Isabel María Pérez, María Mesa.
- Teatro (1992). Dirección: Gustavo Pérez Puig. Intérpretes: José Sazatornil, Juan Carlos Naya, Félix Navarro, Paco Camoiras, Nicolás Romero, María Granell, Vicente Haro, Encarna Abad, Elvira Quintillá y Felipe Jiménez. Madrid (Teatro Español)
- Teatro (2010-2012). Dirección: José Sancho. Intérpretes: José Sancho, José Montesinos, Juansa Lloret, Manolo Ochoa, Alicia Ramírez, Elena Seguí, Paula Bares, Estela Martínez. Valencia, Alicante y Madrid (Teatros del Canal).

## Adaptaciones
El 7 de octubre de 1919 se estrenó una película homónima dirigida por Jacinto Benavente y Ricardo Puga, e interpretada por 
Ricardo Puga (como Crispin), Raymonde de Bach (como Leandro) y Teresa Arroniz (como Silva).
En el año 1993 se hizo una adaptación de la obra para TV en forma de telefilme, con dirección escénica de Gustavo Pérez Puig y realización de Pedro Pérez Oliva, y con José Sazatornil en el papel de Crispín; intervinieron también Juan Carlos Naya (en el papel de Leandro) y Elvira Quintillá. Fue una producción conjunta del Teatro Español y O. M. Teatro S. A.